# Polypedates mutus
Polypedates mutus е вид земноводно от семейство Rhacophoridae.

## Разпространение
Видът е разпространен във Виетнам, Китай и Мианмар.